# Викимания
«Викима́ния» (англ. Wikimania) — ежегодная международная конференция «Фонда Викимедиа». Являясь одновременно научной конференцией и встречей единомышленников, «Викимания» собирает участников различных проектов «Фонда Викимедиа» для заслушивания докладов и презентаций о текущих и завершённых проектах, обмена идеями и поиска новых контактов. На «Викимании» у «викимедийцев» (англ. wikimedians) имеется возможность обсудить широкий круг вопросов, начиная от свободного и открытого программного обеспечения и заканчивая инициативами, направленными на свободное распространение знаний и вики-проектов по всему миру.

## Общие сведения
| Конференция    | Дата                         | Место проведения                                      |
| -------------- | ---------------------------- | ----------------------------------------------------- |
| Wikimania 2005 | 5 августа — 7 августа 2005   | Франкфурт-на-Майне, Германия                          |
| Wikimania 2006 | 4 августа — 6 августа 2006   | Кембридж, Массачусетс, США                            |
| Wikimania 2007 | 3 августа — 5 августа 2007   | Тайбэй, Китайская Республика                          |
| Wikimania 2008 | 17 июля — 19 июля 2008       | Александрия, Египет                                   |
| Wikimania 2009 | 26 августа — 28 августа 2009 | Буэнос-Айрес, Аргентина                               |
| Wikimania 2010 | 9 июля — 11 июля 2010        | Гданьск, Польша                                       |
| Wikimania 2011 | 4 августа — 6 августа 2011   | Хайфа, Израиль                                        |
| Wikimania 2012 | 10 июля — 14 июля 2012       | Вашингтон, США                                        |
| Wikimania 2013 | 7 августа — 11 августа 2013  | Гонконг, КНР                                          |
| Wikimania 2014 | 6 августа — 11 августа 2014  | Лондон, Великобритания                                |
| Wikimania 2015 | 15 июля — 19 июля 2015       | Мехико, Мексика                                       |
| Wikimania 2016 | 21 июня — 28 июня 2016       | Эзино-Ларио, Италия                                   |
| Wikimania 2017 | 9 августа — 13 августа 2017  | Монреаль, Канада                                      |
| Wikimania 2018 | 18 июля — 22 июля 2018       | Кейптаун, ЮАР                                         |
| Wikimania 2019 | 14 августа — 18 августа 2019 | Стокгольм, Швеция                                     |
| Wikimania 2020 | Перенесена на 2021           | Планировался Бангкок, Таиланд                         |
| Wikimania 2021 | 13−17 августа 2021           | Виртуально                                            |
| Wikimania 2022 | 11−14 августа 2022           | Виртуально, личные групповые встречи в разных странах |
| Wikimania 2023 | 16−19 августа 2023           | Сингапур                                              |
| Wikimania 2024 | 7−10 августа 2024            | Катовице Польша                                       |
| Wikimania 2025 | 6−9 августа 2025             | Найроби Кения                                         |
| Wikimania 2026 | 2026                         | Париж Франция                                         |

## Викимания-2005

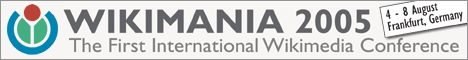
Баннер Викимании-2005

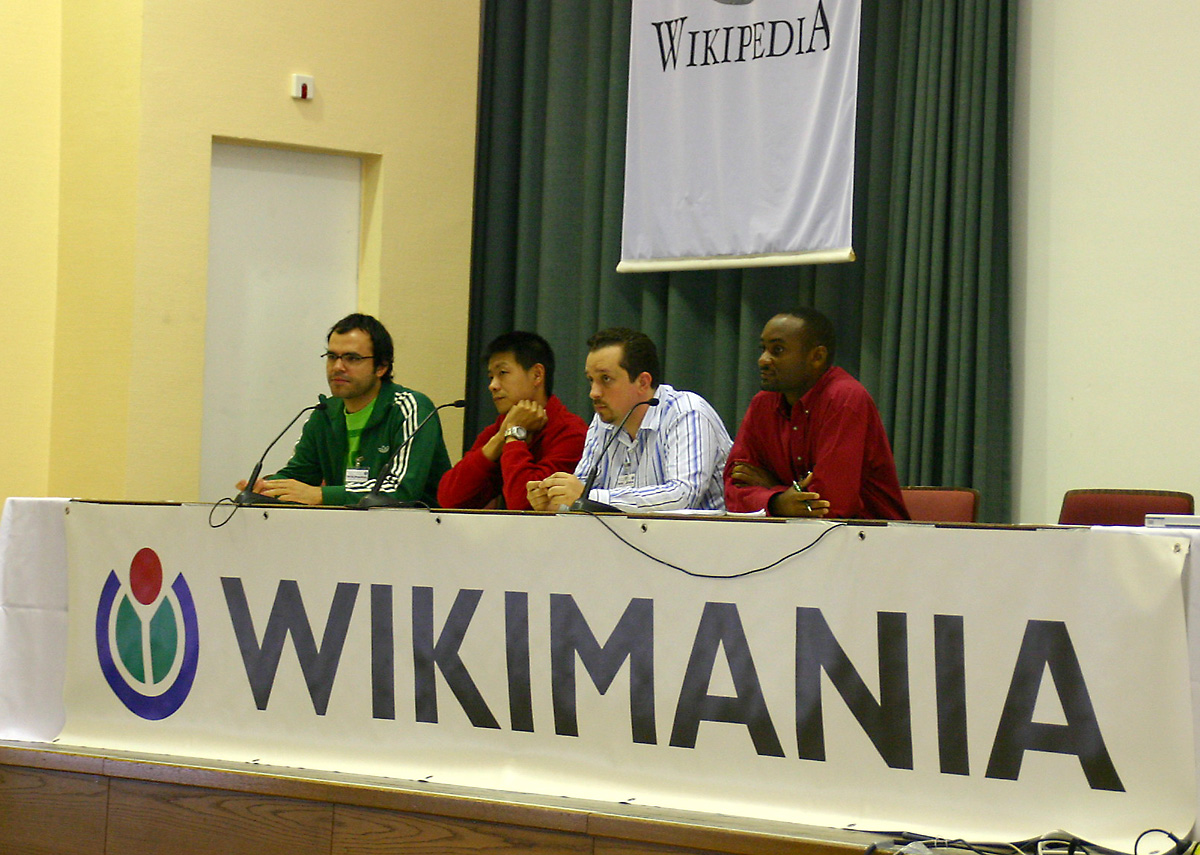
Викимания-2005

Викимания-2005 — первая международная конференция фонда Викимедиа, конференция для участников всех проектов Фонда Викимедиа, которая проходила во Франкфурте-на-Майне (Германия) c 4 по 8 августа 2005.
На конференции выступали как участники Википедии так и люди, не принимающие участия, но имеющие отношение к вики и свободе информации. Одна из целей конференции — чтобы люди встретились, познакомились и узнали о проектах друг друга.
Конференция проходила в Доме молодёжи (нем. Haus der Jugend), полностью на английском языке. Спонсорами выступили Answers.com, Socialtext Incorporated, DocCheck AG, Sun Microsystems, партнёрами выступили German Library Association и Linux New Media AG.
Материалы о Викимании-2005
- Википедия:Викимания 2005 — рассказ о поездке одного из участников русского раздела Википедии (рус.)
- Статья в Guardian
- n:en:Wikimedia Foundation's first Wikimania convention held in Germany
- n:en:Interview: Wikinewsie Kim Bruning discusses Wikimania — интервью с ещё одним участником Викимании

## Викимания-2006

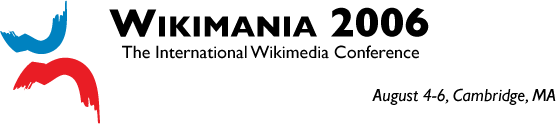
Баннер Викимании-2006

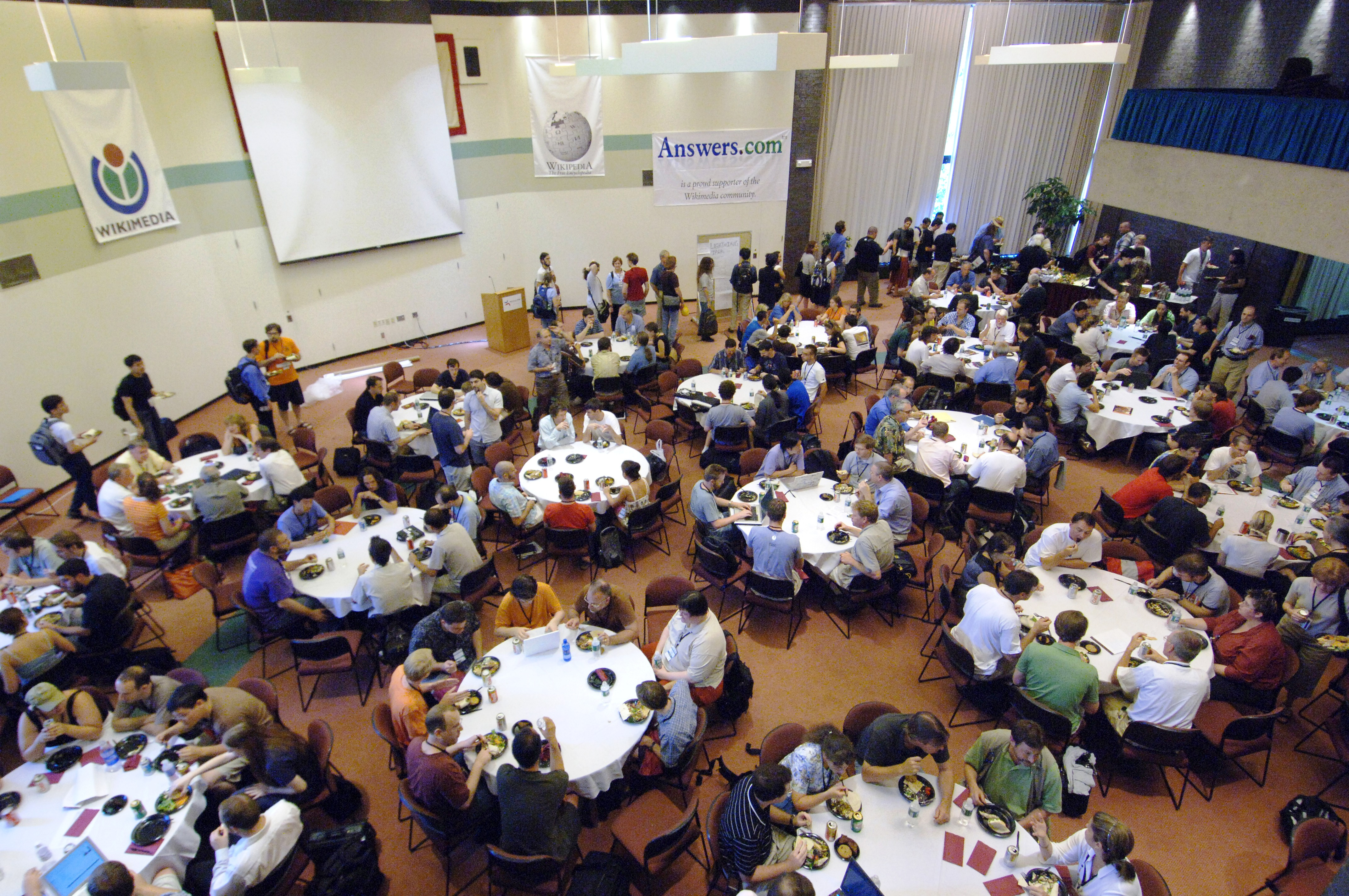
Викимания-2006

Викимания-2006 состоялась 4—6 августа в Кембридже (штат Массачусетс, США), в кампусе Harvard Law School.
См. подробнее — Приглашение на Викиманию-2006.

## Викимания-2007

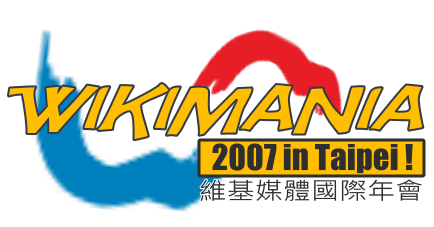
Плакат Викимании-2007

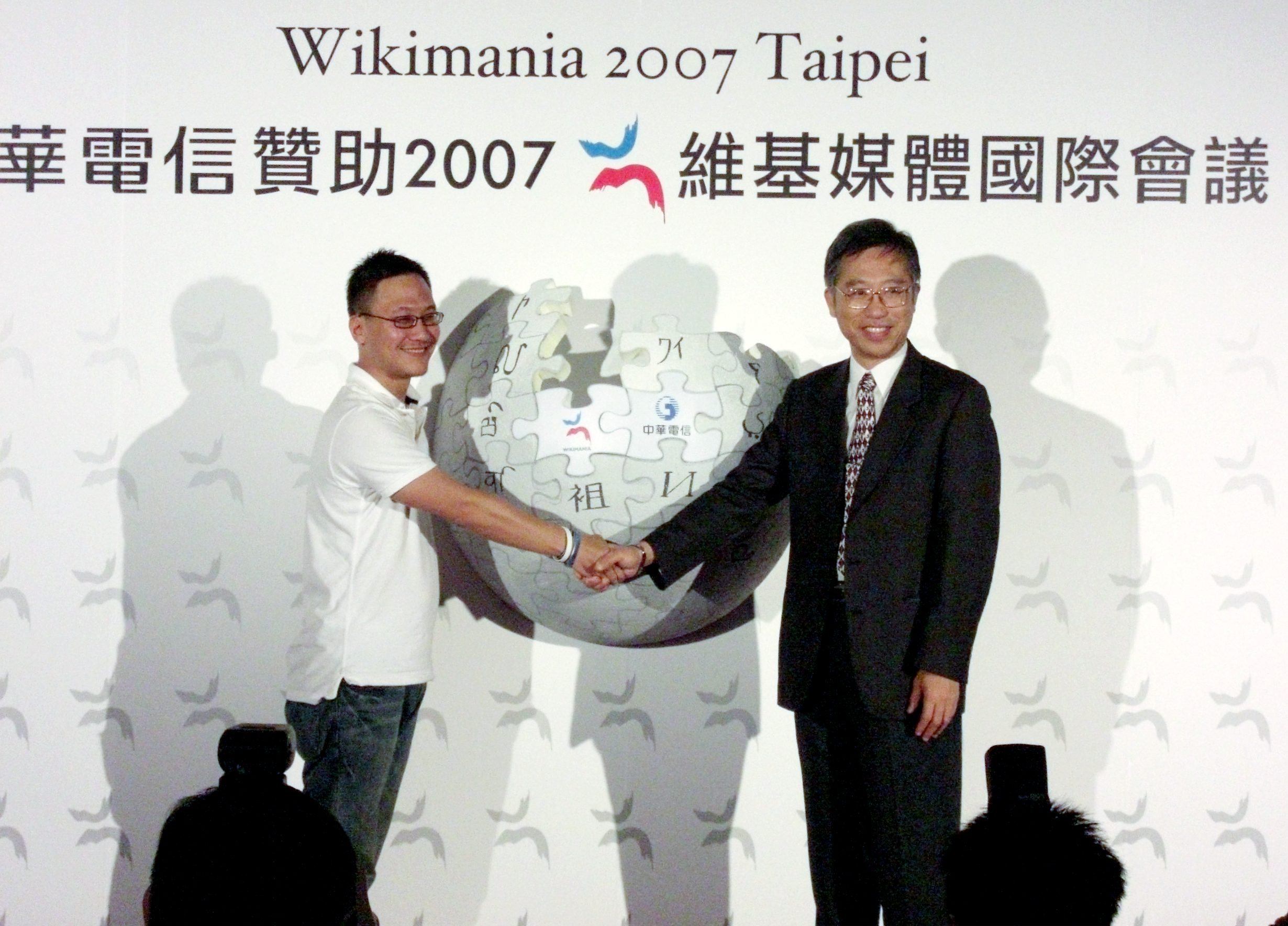
Викимания-2007

Викимания-2007 состоялась 3—5 августа в Тайбэе (Тайвань, Китайская Республика).
См. подробнее — Приглашение на Викиманию-2007.
26 сентября 2006 было объявлено, что в конкурсе на проведение Викимании-2007 выиграла заявка, поданная Тайбэем (столица Китайской Республики). Викимания-2007 состоялась 3-5 августа.
Команда, подавшая заявку, имела опыт проведения «Китайской Викимании» (официальное название — «Китайская Викимедиа-конференция»). Решающую роль в рассмотрении заявки сыграл фактор удобства: предложенное место проведения Викимании располагало как помещениями для работы участников, так и помещениями для их проживания (см. официальный сайт Викимании-2007).

## Викимания-2008

Логотип Викимании-2008

Викимания-2008 состоялась 17—19 июля 2008 года в престижной новой Библиотеке Александрина в Египте.
См. подробнее — Сайт Викимании-2008.

## Викимания-2009

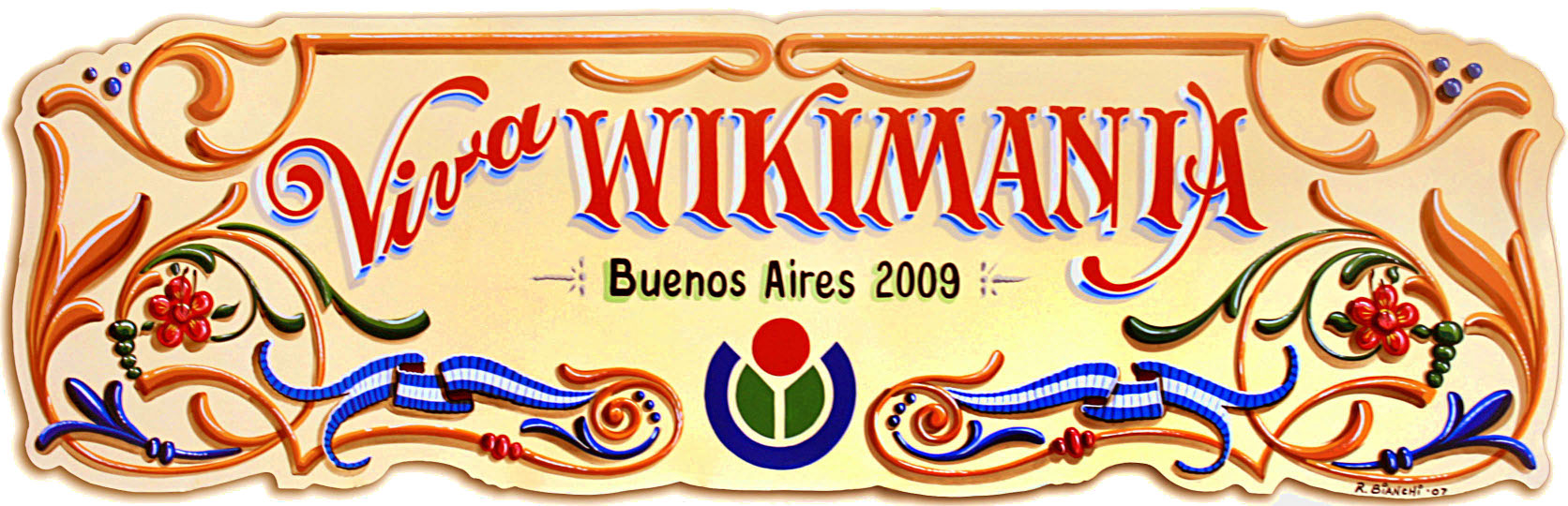
Плакат Викимании-2009

Викимания-2009 прошла с 26 по 28 августа 2009 года в Буэнос-Айресе (Аргентина). За право проведения Викимании-2009 боролись также Торонто (Канада), Брисбен (Австралия) и Карлсруэ (Германия). Организатор конференции — Викимедиа-Аргентина.
См. подробнее — Сайт Викимании-2009.

## Викимания-2010

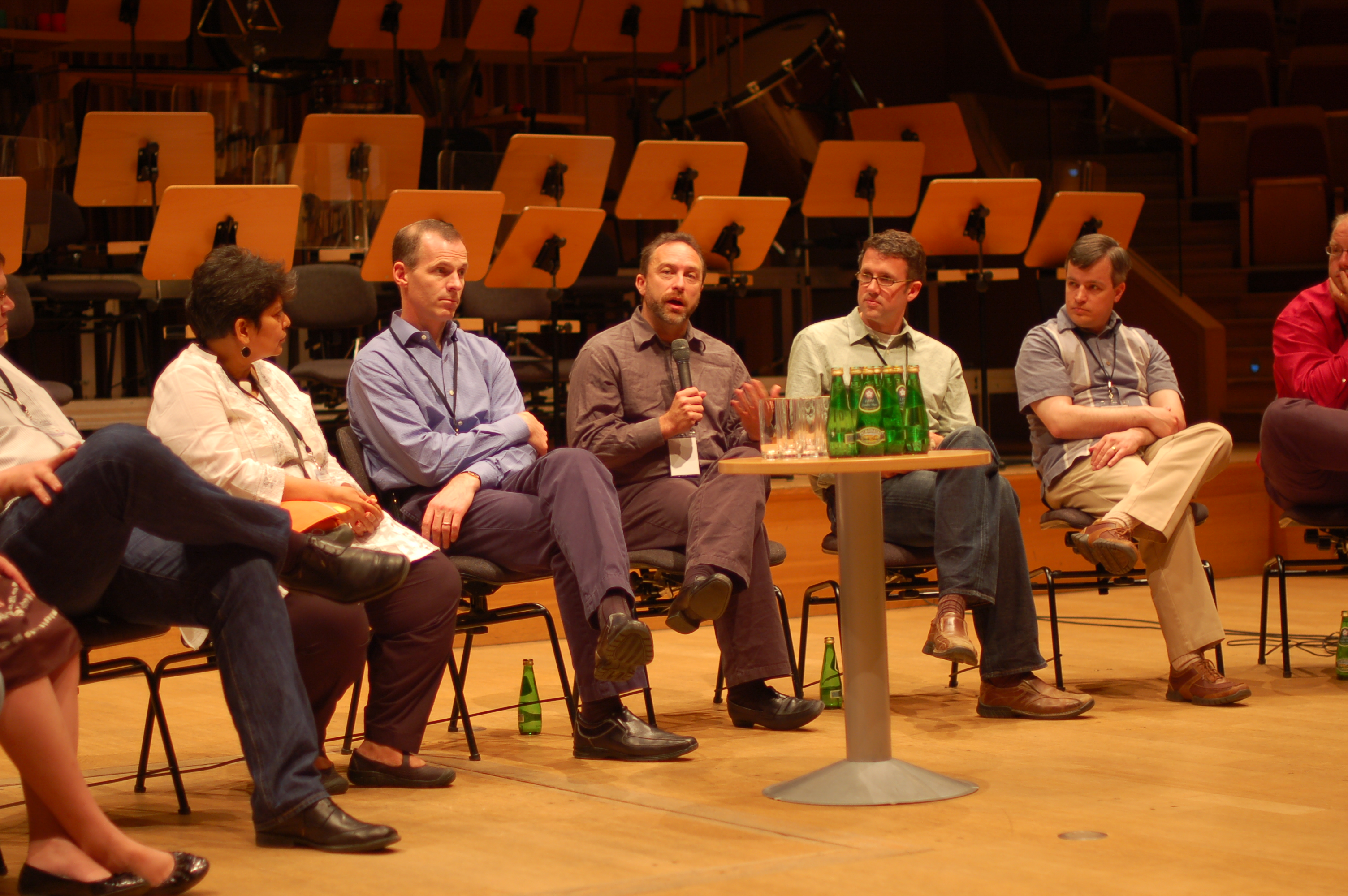
Совет попечителей ФВМ на конференции Викимания-2010

Викимания-2010 проходила с 9 по 11 июля 2010 года в Гданьске (Польша), в здании Польской Балтийской филармонии им. Ф. Шопена. За право проведения Викимании боролись также Оксфорд и Амстердам.

См. подробнее — Сайт Викимании-2010.

## Викимания-2011

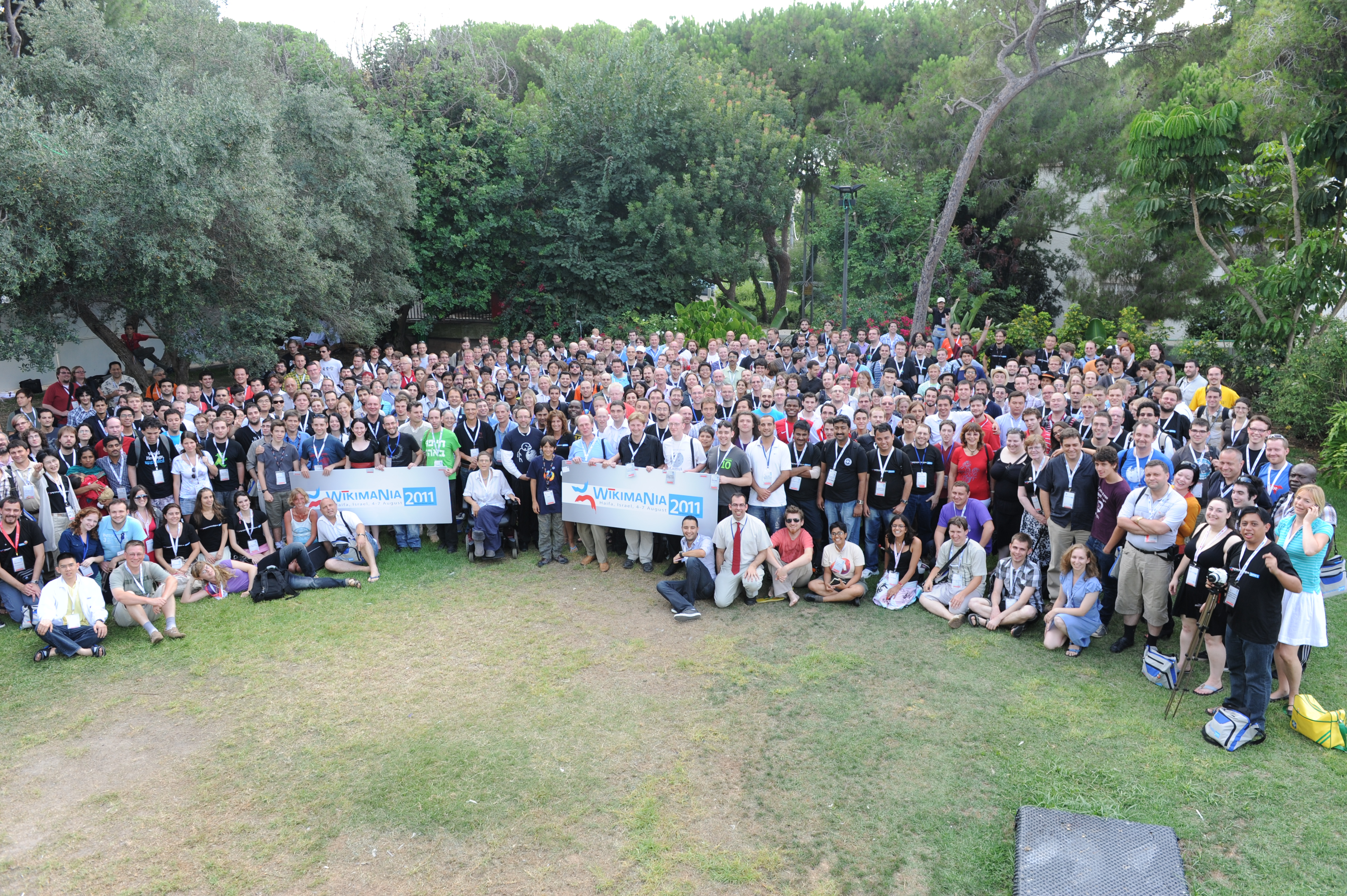
Групповое фото семисот участников Викимании-2011

Викимания-2011 проходила с 4 по 7 августа 2011 года в Хайфе (Израиль). Среди основных тем обсуждений: снижение числа активных редакторов в крупнейших разделах и проекты информационного сотрудничества с музеями.
В заключительный день конференции были отмечены особой наградой достижения казахской Википедии (наиболее заметный рост в течение года, как по числу и объёму статей, так и по числу активных редакторов).
См. подробнее — Сайт Викимании-2011.
См. также:
- Викимания 2011 на Викивстречах
- Юзербокс участника(цы) Викимании 2011

## Викимания-2012
Викимания-2012 прошла в 2012 году в Вашингтоне (США) с 10 июля по 14 июля 2012.
См. подробнее — Сайт Викимании-2012.

## Викимания-2013
Викимания-2013 прошла в 2013 году в Гонконге (КНР) с 7 августа по 11 августа 2013.
См. подробнее — Сайт Викимании-2013.

## Викимания-2014
Викимания-2014 прошла в 2014 году в Лондоне (Великобритания) с 8 августа по 11 августа 2014.
См. подробнее — Сайт Викимании-2014.

## Викимания-2015
Викимания-2015 прошла в Мехико (Мексика) с 15 по 19 июля, в отеле «Хилтон Реформа».
См. подробнее — Сайт Викимании-2015.

## Викимания-2016
Викимания-2016 прошла в Эзино-Ларио (регион Ломбардия, Италия) с 21 по 28 июня, на различных площадках коммуны.
См. подробнее — Сайт Викимании-2016.

## Викимания-2017
Викимания-2017 прошла в Монреале (Квебек, Канада) с 9 по 13 августа, в отеле Le Centre Sheraton Montreal.
См. подробнее — Сайт Викимании-2017.

## Викимания-2018
Викимания-2018 прошла в Кейптауне (Западно-Капская провинция, ЮАР) с 18 по 22 июля, в отеле Southern Sun Cape Sun.
См. подробнее — Сайт Викимании-2018.

## Викимания-2019
Викимания-2019 прошла в Стокгольме (Швеция) с 16 по 18 августа, в Стокгольмском университете.

## Викимания-2020
Викимания-2020 должна была пройти в Бангкоке (Таиланд),однако была перенесена на 2021 год.

## Викимания-2022
Викимания-2022 прошла как онлайн, так в виде личных групповых встреч, которые по состоянию на июль 2022 года запланировали проведение во многих странах мира с 11 по 14 августа 2022 года.

## Викимания-2023
Викимания-2023 прошла в Сингапуре с 15 по 19 августа.

## Викимания-2024
Викимания-2024 прошла в Катовице (Польша) с 7 по 10 августа.

## Викимания-2025
Викимания-2025 планируется в Найроби, Кения.

## Викимания-2026
Викимания-2026 планируется в Париже (Франция).